# Högtjärnen (Piteå socken, Norrbotten)
Högtjärnen är en sjö i Piteå kommun i Norrbotten och ingår i Byskeälvens huvudavrinningsområde. Sjön har en area på 0,033 kvadratkilometer och ligger 327,7 meter över havet. Högtjärnen ligger i Byskeälven Natura 2000-område.

## Delavrinningsområde
Högtjärnen ingår i det delavrinningsområde (726502-170482) som SMHI kallar för Inloppet i Stor-Långträsket. Medelhöjden är 337 meter över havet och ytan är 6,01 kvadratkilometer. Räknas de 3 avrinningsområdena uppströms in blir den ackumulerade arean 75,43 kvadratkilometer. Långträskån som avvattnar avrinningsområdet har biflödesordning 2, vilket innebär att vattnet flödar genom totalt 2 vattendrag innan det når havet efter 103 kilometer. Avrinningsområdet består mestadels av skog (84 procent) och sankmarker (13 procent). Avrinningsområdet har 0,03 kvadratkilometer vattenytor vilket ger det en sjöprocent på 0,5 procent.